# Kaple svatého Jana Nepomuckého (Třebíč)
Kaple svatého Jana Nepomuckého, dříve kaple Povýšení svatého Kříže (zvaná též jednoduše Kostelíček) je kaplička na třebíčské Strážné hoře (500 m n. m.). Zbudována byla roku 1644–1645 třebíčským stavitelem Janem Fulíkem v místě, kde původně stávala hláska předsunutého městského opevnění.

## Vzhled
Kaple má půdorys kříže a obloukový portál. Orientována je k východu. Její rozměry jsou 6,65 m délky, 4,3 m a 3,05 m na šířku. Na výšku – až po hrot kříže – měří 17 m. Ve skále pod kaplí je malá krypta ve tvaru kříže.
Ještě nedávno byla nad vchodem patrná písmena J.F. a zednická lžíce. Dnes je vidět kříž nad korpusem, pod ním lebka se zkříženými hnáty, úhelnice a letopočet 1644. Fulíkovo dílo je o to cennější, že jeho tvůrce neměl větší teoretické vzdělání, a přesto o více než půl století předstihl rozmach barokní architektury na Moravě.

## Historie
Stavitel kaple Jan Fulík byl zednickým mistrem. Vlastnil dům na Stařečce. Jeho manželka byla podle farních matrik častou kmotrou křtěných třebíčských dětí. V kryptě byl pochován sám stavitel Fulík († 1672) vedle svého syna, který zemřel ještě jako dítě. Zvony ve vížce (větší sv. Jana Evangelistu a menší sv. Máří Magdalenu) posvětil roku 1677 za generální vizitace světící biskup Jan Josef Breuner. Roku 1793 byla kaple v souladu s nařízením císaře Josefa II. odsvěcena a prodána. Soukromý majitel ji však o čtyři roky nechal znovu vysvětil; novým patronem kaple se stal sv. Jan Nepomucký. Původní patrocinium – Povýšení svatého Kříže – pak připomínal jen obraz od Josefa Kozlanského, někdejšího profesora třebíčského gymnázia.
Za první světové války byly oba zvony rekvírovány. Po druhé světové válce byl kostelíček soustavně poškozován vandaly. Nejhůře byla kaple poničena v roce 1962, kdy vandalové znesvětili i kryptu. Opakovaně ničili i trojici blízkých křížů představujících třebíčskou kalvárii.

## Galerie

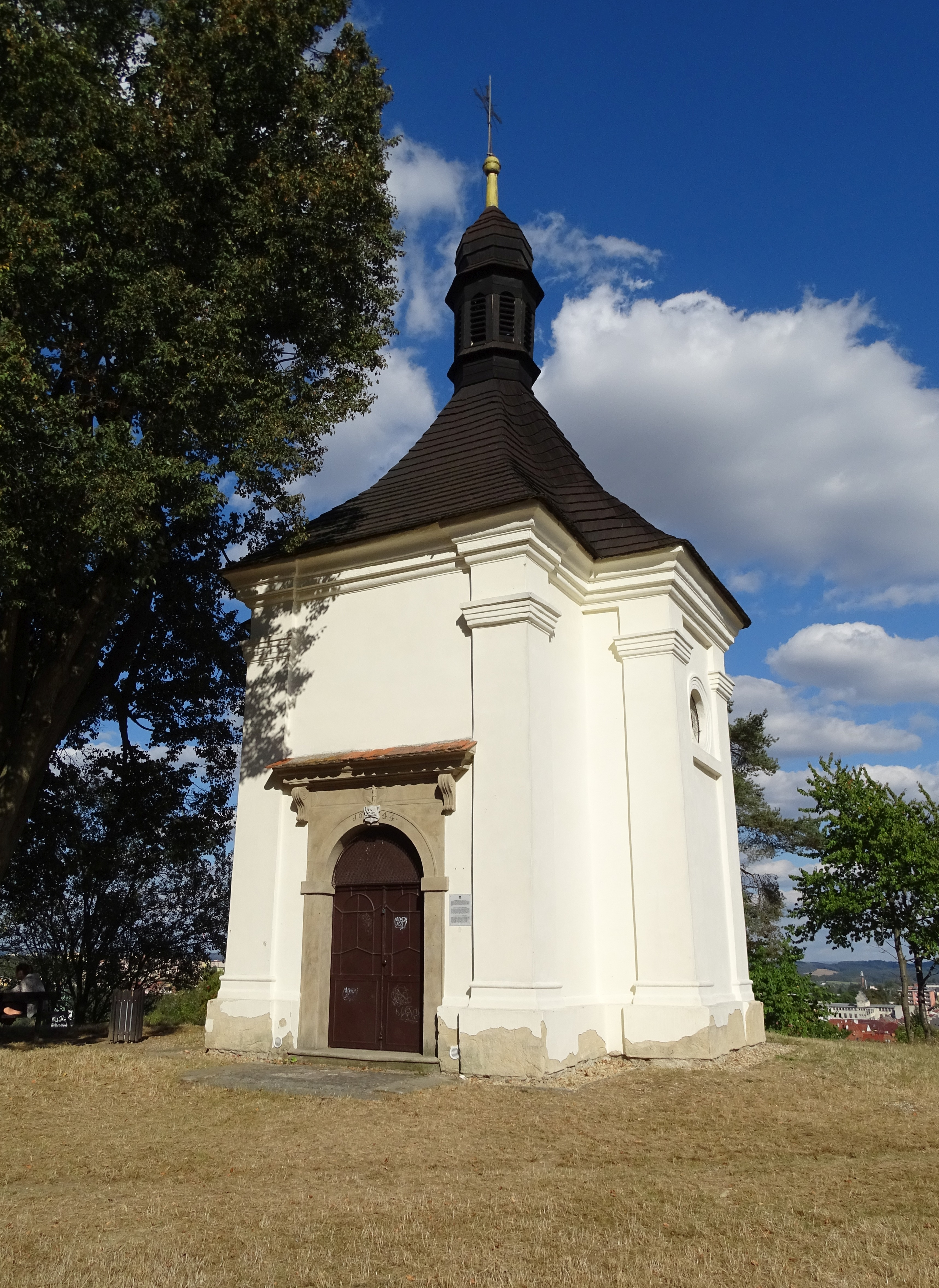
Kaple po opravě
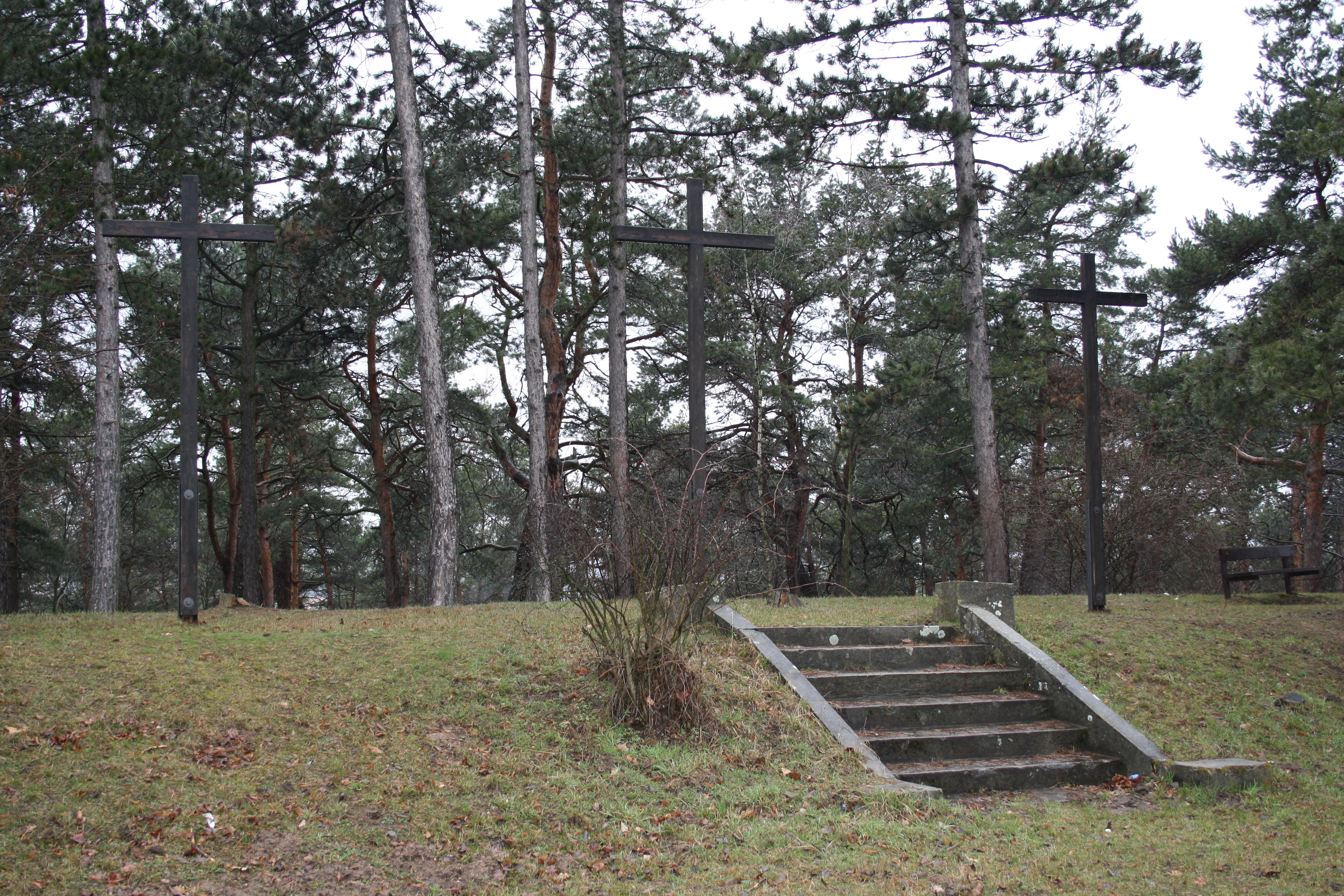
Třebíčská kalvárie